# Aldo Barbieri
Aldo Barbieri (Ferrara, 30 settembre 1906 – Ferrara, 5 ottobre 1996) è stato un calciatore italiano, di ruolo ala sinistra.
Prima di dedicarsi alla carriera calcistica, lavorava nell'azienda di famiglia che produce a Ferrara organetti a cilindro, comunemente detti "organetti di Barberia" per il cognome dal suo antenato Giovanni Barbieri che li inventò.

## Carriera
Crebbe calcisticamente nella SPAL, ovvero la squadra della sua città, dove disputò il campionato 1925-1926 in Seconda Divisione; dal 1926 al 1933 disputò ben sette campionati di Prima Divisione, imponendosi a suon di gol (ne segnò quasi 100) e vincendo la classifica dei cannonieri nel campionato 1932-33 con 26 centri in 28 partite.
Al termine di quel campionato passò al Milan, raggiungendo il suo ex compagno di squadra Mario Romani, esordendo in Serie A il 10 settembre 1933 a Firenze contro la Fiorentina. Proprio quell'esordio, avvenuto a 26 anni, anziché rappresentare la consacrazione definitiva di Barbieri, si rivelò l'inizio del suo declino, perché in quell'incontro il ferrarese si infortunò al menisco, cosa che per l'epoca rappresentava una seria minaccia per il prosieguo della carriera. In dicembre tornò in campo a Torino contro la Juventus di Combi, Rosetta e Caligaris e poi successivamente contro il Palermo. In tutto disputò tre partite di campionato e poi dovette dire addio a quella che poteva essere la sua grande occasione per imporsi nel grande giro del calcio nazionale.
Riprovò nel 1934 a calcare i campi di calcio con la maglia della Cremonese in Serie B, ma ormai la sua carriera volgeva ad un amaro tramonto e nel 1935 chiuse con il calcio, tornando a Ferrara dove riprese l'antico mestiere, convertendosi però in accordatore di pianoforti.
Verso la fine degli anni sessanta, per la sua attività di artigiano, venne insignito della croce di Cavaliere al merito della Repubblica. Nel 1946 aveva pubblicato un opuscolo dal titolo Osservazioni sui sistemi del gioco del calcio (S.A.T.E. edizioni).

## Palmarès

### Club

#### Competizioni nazionali
- Seconda Divisione: 1

SPAL: 1925-1926
- Prima Divisione: 1

SPAL: 1930-1931